# Coëtivy
Coëtivy is een klein koraaleiland van de Seychellen, 290 km ten zuiden van Mahé.
Samen met het 171 km naar het noordwesten gelegen Platte omvat het de Zuidelijke koralengroep, waarmee het tot de Buitenste eilanden behoort.

## Geschiedenis
Het eiland is vernoemd naar Chevalier de Coëtivy, commandant van het Ile de France die het eiland voor het eerst zag in 1771. In 1908 werd het overgedragen van Mauritius aan de Seychellen. In 1970 werd het eiland gekocht door het Seychelles Marketing Board (SMB). In 1989 begon SMB met de productie van garnalen. Coëtivy werd beroemd door zijn garnalenkwekerijen, waar zwarte tijgergarnalen werden gekweekt, en garnalenverwerkingsfabriek die op het eiland actief waren. De productie op grote schaal begon in augustus 1992. In 2008 sloot de fabriek echter vanwege moeilijke financiële tijden. In 2009 werd het eiland de locatie van een gevangenis voor laagbeveiligde gevangenen en een rehabilitatiecentrum voor drugsmisbruikers. Bezoek wordt strikt gecontroleerd en toegang is alleen mogelijk door privévliegtuigcharter. Tegen 2020 moet de gevangenis worden uitgebreid tot een capaciteit van 600 gedetineerden. Tegen 2020 zal het eiland naar verwachting meer woonappartementen hebben.

## Economie
De eilandbewoners zijn voornamelijk boeren. Ze produceren groenten die op markten op Mahé worden verkocht. De belangrijkste productieactiviteiten op het eiland omvatten landbouw, veeteelt, houtskoolproductie, gezouten visproductie en kokosverwerking, waaronder de productie van kopra, pounac en kokosolie.

## Administratie
Het eiland behoort tot de Buitenste eilanden. Omdat het een eiland is met een kleine bevolking, zijn er geen overheidsgebouwen of -diensten. Voor veel diensten moeten mensen naar Victoria reizen, wat moeilijk kan zijn.

## Vervoer
Het eiland wordt doorsneden door 1,400 meter lang vliegveld. Het eiland wordt af en toe aangedaan door een vliegtuig van de Island Development Company (IDC) uit Mahé.